# Жога, Владимир Артёмович
Влади́мир Артёмович Жо́га (укр. Володимир Артемович Жога, позывной — Воха; 26 мая 1993, Донецк, Украина — 5 марта 2022, Волноваха, Украина) — командир отдельного разведывательного батальона «Спарта» подконтрольной России Донецкой Народной Республики (2016—2022), гвардии полковник. Герой Донецкой Народной Республики (посмертно, 2022), Герой Российской Федерации (посмертно, 2022).

## Биография
Родился 26 мая 1993 года в Донецке. Отец — Артём Владимирович Жога, полковник Народной милиции ДНР, начальник штаба и затем командир «Спарты». Мать — домохозяйка. Жил и работал в Славянске, куда переехали родители. По словам Жоги, в детстве он занимался спортом, в частности футболом. После окончания средней школы пробовал поступить в Донбасский государственный педагогический университет, но не прошёл по конкурсу. Поступил в Славянский профессионально-художественный лицей, который окончил по специальности маляр-штукатур. Работал вместе с отцом, у которого было несколько торговых точек по продаже рыбы.
В 2014 году после начала войны на Донбассе участвовал в ней на стороне самопровозглашённых государственных образований ДНР и ЛНР. Сначала состоял в «отрядах самообороны» Славянска. Был ранен в голову в боях за Славянск, во время боевых действий в районе Снежного получил ранение в руку, в боях за границу[уточнить] получил ранение 13 осколками, также был ранен при отражении штурма под Шахтёрском, а в боях за аэропорт получил второе ранение в голову.
Был заместителем командира разведывательной роты. В октябре 2016 года принял командование батальоном «Спарта» после гибели его создателя Арсена Павлова (Моторола), являясь до этого его водителем, а затем первым заместителем. Был крёстным отцом дочери Моторолы.
5 марта 2022 года Владимир Жога погиб в боях за Волноваху в возрасте 28 лет. По словам главы ДНР Пушилина, полковник получил смертельное ранение, «обеспечивая выход из этого населённого пункта мирных жителей», однако в начале марта Волноваха  контролировалась Украиной и обстреливалась Россией. В этот же день Пушилин присвоил Жоге звание Героя Донецкой Народной Республики (посмертно). 6 марта Владимир Путин  присвоил Жоге звание Героя Российской Федерации (посмертно). Россия совместно с сепаратистами захватила Волноваху в середине марта 2022 года.
Прощание с Жогой состоялось 7 марта 2022 года в Донецком государственном академическом театре оперы и балета имени Соловьяненко. Похоронен на Аллее Героев кладбища «Донецкое море» (рядом с Арсеном Павловым и Михаилом Толстых).
Владимир Жога стал первым иностранным военнослужащим, а также первым военнослужащим ДНР, удостоенным звания Героя России.

## Память
18 марта 2022 года российская администрация в Волновахе заявила о переименовании «улицы героев 51 ОМБр» в «улицу Героя России Владимира Жоги».

Бюст В. Жоги в оккупированной Россией Волновахе

Имя Владимира Жоги носит юнармейский отряд «Дети России» в Тольятти. В конце мая 2022 года в Донецке в его честь был открыт памятник, его именем были названы улица в Невинномысске и улица в Волжском. Также улицы будет носить имя Жоги в Ростове-на-Дону, Владивостоке, Майкопе, Омске, Кызыле, Пензе, садоводческом массиве «Дунай» в Ленинградской области и еще нескольких российских городах. В октябре 2022 года в Волновахе открыт бюст Владимира Жоги.
В ЕГЭ по истории встречаются вопросы о Владимире Жоге.[значимость факта?]
Широкое освещение гибели Владимира Жоги и возведение его в ранг героя было определено изданием Аль-Джазира как часть информационной войны, что, по данным издания «Медуза», стало частью стратегии администрации президента РФ по подготовке общественного мнения к аннексии оккупированных областей Украины Россией.

## Награды
- Герой Российской Федерации
- Герой Донецкой Народной Республики
- Знак отличия «За заслуги перед Республикой»
- Орден «За воинскую доблесть» (ДНР) I, II и III степеней
- Георгиевский крест (ДНР) I, II, III и IV степеней
- Медаль «За оборону Славянска»
- Медаль «За боевые заслуги» (ДНР)
- Медаль «За оборону Шахтёрска»
- Медаль «За оборону Саур-Могилы»
- Медаль «За оборону Иловайска»
- Знак отличия «Спарта» I степени
- Медаль «Защитнику Отечества»